# 聖倫納茲 (新南威爾士州)
聖倫納茲（英語：St Leonards），澳大利亞新南威爾士州悉尼下北岸的一個商住混合社區，位處悉尼中心商業區以北5（3.1英里），地區行政上橫跨北悉尼議會、蘭科夫自治市及威洛比市。太平洋高速公路貫穿聖倫納茲，為它提供與相鄰街區的道路連接。公路兩旁，尤其是在火車站附近，建有多棟寫字樓及多層式的公寓。較低密度的住宅則多數位於內街。皇家北岸醫院是該區佔地最廣的土地使用者。

## 歷史
聖倫納茲得名自英國厄普頓聖倫納茲的政治人物第一代悉尼子爵湯馬士·湯森。聖倫納茲火車站於1890年啟用，是北岸鐵路線最古舊的車站。

## 外部連結
- Willoughby City Council （页面存档备份，存于）
- St Leonards （页面存档备份，存于） - community profile

33°49′34″S 151°11′25″E / 33.82613°S 151.19041°E